# ハーグ条約 (1661年)
ハーグ条約（ハーグじょうやく、オランダ語: Vrede van Den Haag, ポルトガル語: Tratado da Haia）は、1598年に勃発したオランダ・ポルトガル戦争ののち、1661年8月6日に締結された、オランダ海上帝国時代のネーデルラント連邦共和国とポルトガル海上帝国時代のポルトガル王国との間の二国間条約。
条約により、オランダは16年間の分割払いで4百万レアルの賠償金を得る代わりに、オランダ領ブラジルをポルトガルに割譲した。

## 歴史
ポルトガル系ブラジル人は1648年の第一次グアララペスの戦いと1649年の第二次グアララペスの戦いで連勝し、領土を徐々に回復していった。さらに1652年に第一次英蘭戦争が勃発、オランダをさらに弱らせた。1654年1月にはオランダがポルトガルに降伏してタボルダ条約（Treaty of Taborda）を締結したが、これも暫定の停戦条約にすぎなかった。
そして、第一次英蘭戦争が終結すると、オランダは1654年5月にオランダ領ブラジルの返還を要求した。しかし、当時ホラント州の法律顧問を務めていたヨハン・デ・ウィットは通商が領土の維持より重要であるとして、強硬策に反対した。このため、1661年8月6日にハーグで締結された正式な講和条約ではブラジルが63トンの金と等値なお金で売却された。
また同条約では両国はお互いに宣戦せず、互いの領土と植民地に侵入したり、請求したりしないことを約束した。これによりオランダはティモール島から手を引いた。